# Olympische Sommerspiele 1980/Kanu – Zweier-Kajak 500 m (Männer)
Die Wettkämpfe im Zweier-Kajak über 500 Meter bei den Olympischen Sommerspielen 1980 wurden vom  30. Juli bis 1. August auf dem Ruderkanal Krylatskoje ausgetragen.
Es wurden drei Vorläufe, zwei Hoffnungsläufe, drei Halbfinals und ein Finale ausgetragen.
Olympiasieger wurde das Boot der Sowjetunion.

## Ergebnisse

### Vorläufe
Die jeweils ersten drei Boote qualifizierten sich für das Halbfinale, die restlichen Boote kamen in die Hoffnungsläufe.

#### Vorlauf 1
| Rang | Athleten                        | Nation     | Zeit        |
| ---- | ------------------------------- | ---------- | ----------- |
| 1    | Rüdiger Helm Bernd Olbricht     | DDR        | 1:35,36 min |
| 2    | Barry Kelly Robert Lee          | Australien | 1:36,31 min |
| 3    | László Szabó Zoltán Romhányi    | Ungarn     | 1:36,99 min |
| 4    | Alexandru Giura Ion Bîrlădeanu  | Rumänien   | 1:37,34 min |
| 5    | Jens Nordqvist Thomas Ohlsson   | Schweden   | 1:38,13 min |
| 6    | Antonio Mastrandrea Danio Merli | Italien    | 1:38,84 min |
| —    | Slavcho Mangarakov Boiko Savov  | Bulgarien  | DNS         |

#### Vorlauf 2
| Rang | Athleten                                   | Nation         | Zeit        |
| ---- | ------------------------------------------ | -------------- | ----------- |
| 1    | Uladsimir Parfjanowitsch Sergei Tschuchrai | Sowjetunion    | 1:33,75 min |
| 2    | Wolfgang Hartl Werner Bachmayer            | Österreich     | 1:36,66 min |
| 3    | Waldemar Merk Zdzisław Szubski             | Polen          | 1:36,98 min |
| 4    | Ron Stevens Gert Jan Lebbink               | Niederlande    | 1:37,15 min |
| 5    | Peter Ammann Dionys Thalmann               | Schweiz        | 1:39,14 min |
| 6    | Alan Thompson Geoff Walker                 | Neuseeland     | 1:39,30 min |
| 7    | Christopher Ballard Neil Robson            | Großbritannien | 1:40,33 min |

#### Vorlauf 3
| Rang | Athleten                              | Nation           | Zeit        |
| ---- | ------------------------------------- | ---------------- | ----------- |
| 1    | Herminio Menéndez Guillermo del Riego | Spanien          | 1:34,16 min |
| 2    | Francis Hervieu Alain Lebas           | Frankreich       | 1:34,61 min |
| 3    | Jiří Svoboda Vladimír Dolejš          | Tschechoslowakei | 1:36,29 min |
| 4    | José Marrero Reynoldo Cunill          | Kuba             | 1:36,49 min |
| 5    | Jacky Alders Gaetan Frys              | Belgien          | 1:43,31 min |
| —    | Milan Janić Jovan Djolić              | Jugoslawien      | DNS         |

### Hoffnungsläufe
Die ersten drei Boote der Hoffnungsläufe erreichten das Halbfinale.

#### Hoffnungslauf 1
| Rang | Athleten                        | Nation         | Zeit        |
| ---- | ------------------------------- | -------------- | ----------- |
| 1    | Alexandru Giura Ion Bîrlădeanu  | Rumänien       | 1:38,55 min |
| 2    | Antonio Mastrandrea Danio Merli | Italien        | 1:39,64 min |
| 3    | Christopher Ballard Neil Robson | Großbritannien | 1:39,95 min |
| 4    | Jacky Alders Gaetan Frys        | Belgien        | 1:40,43 min |
| 5    | Peter Ammann Dionys Thalmann    | Schweiz        | 1:40,92 min |

#### Hoffnungslauf 2
| Rang | Athleten                      | Nation      | Zeit        |
| ---- | ----------------------------- | ----------- | ----------- |
| 1    | José Marrero Reynoldo Cunill  | Kuba        | 1:37,85 min |
| 2    | Alan Thompson Geoff Walker    | Neuseeland  | 1:39,32 min |
| 3    | Jens Nordqvist Thomas Ohlsson | Schweden    | 1:39,89 min |
| 4    | Ron Stevens Gert Jan Lebbink  | Niederlande | 1:41,03 min |

### Halbfinals
Die ersten drei Boote der Halbfinals erreichten das Finale.

#### Halbfinale 1
| Rang | Athleten                        | Nation           | Zeit        |
| ---- | ------------------------------- | ---------------- | ----------- |
| 1    | Rüdiger Helm Bernd Olbricht     | DDR              | 1:35,88 min |
| 2    | Alexandru Giura Ion Bîrlădeanu  | Rumänien         | 1:36,90 min |
| 3    | Jens Nordqvist Thomas Ohlsson   | Schweden         | 1:37,42 min |
| 4    | Jiří Svoboda Vladimír Dolejš    | Tschechoslowakei | 1:37,89 min |
| 5    | Wolfgang Hartl Werner Bachmayer | Österreich       | 1:39,04 min |

#### Halbfinale 2
| Rang | Athleten                                   | Nation         | Zeit        |
| ---- | ------------------------------------------ | -------------- | ----------- |
| 1    | Uladsimir Parfjanowitsch Sergei Tschuchrai | Sowjetunion    | 1:34,71 min |
| 2    | Francis Hervieu Alain Lebas                | Frankreich     | 1:36,04 min |
| 3    | László Szabó Zoltán Romhányi               | Ungarn         | 1:36,98 min |
| 4    | José Marrero Reynoldo Cunill               | Kuba           | 1:37,20 min |
| 5    | Christopher Ballard Neil Robson            | Großbritannien | 1:41,37 min |

#### Halbfinale 3
| Rang | Athleten                              | Nation     | Zeit        |
| ---- | ------------------------------------- | ---------- | ----------- |
| 1    | Herminio Menéndez Guillermo del Riego | Spanien    | 1:35,59 min |
| 2    | Barry Kelly Robert Lee                | Australien | 1:36,63 min |
| 3    | Waldemar Merk Zdzisław Szubski        | Polen      | 1:37,45 min |
| 4    | Alan Thompson Geoff Walker            | Neuseeland | 1:38,38 min |
| 5    | Antonio Mastrandrea Danio Merli       | Italien    | 1:41,23 min |

### Finale
| Rang | Athleten                                   | Nation      | Zeit        |
| ---- | ------------------------------------------ | ----------- | ----------- |
| 1    | Uladsimir Parfjanowitsch Sergei Tschuchrai | Sowjetunion | 1:32,38 min |
| 2    | Herminio Menéndez Guillermo del Riego      | Spanien     | 1:33,65 min |
| 3    | Rüdiger Helm Bernd Olbricht                | DDR         | 1:34,00 min |
| 4    | Francis Hervieu Alain Lebas                | Frankreich  | 1:36,22 min |
| 5    | Barry Kelly Robert Lee                     | Australien  | 1:36,81 min |
| 6    | Alexandru Giura Ion Bîrlădeanu             | Rumänien    | 1:36,96 min |
| 7    | Waldemar Merk Zdzisław Szubski             | Polen       | 1:37,20 min |
| 8    | László Szabó Zoltán Romhányi               | Ungarn      | 1:37,66 min |
| 9    | Jens Nordqvist Thomas Ohlsson              | Schweden    | 1:39,92 min |

## Weblink
- Ergebnisse